# Transipochira
Transipochira is een kevergeslacht uit de familie van de boktorren (Cerambycidae). De wetenschappelijke naam van het geslacht werd voor het eerst geldig gepubliceerd in 1977 door Breuning.

## Soorten
Transipochira is monotypisch en omvat slechts de volgende soort:
- Transipochira sikkimensis Breuning, 1977